# Bulbophyllum urosepalum
Bulbophyllum urosepalum là một loài phong lan thuộc chi Bulbophyllum.